# Херсонский (Краснодарский край)
Херсо́нский — хутор в Усть-Лабинском районе Краснодарского края России.
Входит в состав Братского сельского поселения.

## География
Хутор находится на берегу реки Средний Зеленчук (левый приток Кубани), на расстоянии 27 км к востоку от города Усть-Лабинск, административного центра района.

## Население
| 2002 | 2010 |
| ---- | ---- |
| 92   | ↘89  |